# بيكنز
بيكنز (كارولاينا الجنوبية) (بالإنجليزية: Pickens, South Carolina)‏ هي مدينة تقع في الولايات المتحدة في Pickens County.  يقدر عدد سكانها بـ 3,012 نسمة ومساحتها 6.4 كم2  وترتفع عن سطح البحر 333 متر.

## التركيبة السكانية
حدّد مكتب تعداد الولايات المتحدة بيانات التركيبة السكانية لبيكنز في تعداد الولايات المتحدة. في ما يلي، التركيبة السكانية حسب تعدادي 2000 و2010.

### تعداد عام 2000
بلغ عدد سكان بيكنز 3,012 نسمة بحسب تعداد عام 2000، وبلغ عدد الأسر 1,281 أسرة وعدد العائلات 794 عائلة مقيمة في المدينة. في حين سجلت الكثافة السكانية 408.1 نسمة لكل كيلومتر مربع (1,057.0/ميل2). وبلغ عدد الوحدات السكنية 1,438 وحدة بمتوسط كثافة قدره 194.9 لكل كيلومتر مربع (504.8/ميل2).
وتوزع التركيب العرقي للمدينة بنسبة 80.54% من البيض و16.80% من الأمريكيين الأفارقة و0.07% من الأمريكيين الأصليين و0.37% من الأمريكيين ذوي الأصول الآسيوية و1.06% من الأعراق الأخرى و1.16% من عرقين مختلطين أو أكثر و2.49% من الهسبانيون أو اللاتينيون من أي عرق.
بلغ عدد الأسر 1,281 أسرة كانت نسبة 31.1% منها لديها أطفال تحت سن الثامنة عشر تعيش معهم، وبلغت نسبة الأزواج القاطنين مع بعضهم البعض 40.8% من أصل المجموع الكلي للأسر، ونسبة 17.7% من الأسر كان لديها معيلات من الإناث دون وجود شريك،  بينما كانت نسبة 3.4% من الأسر لديها معيلون من الذكور دون وجود شريكة وكانت نسبة 38% من غير العائلات. تألفت نسبة 34.4% من أصل جميع الأسر من عدة أفراد يعيشون في نفس المنزل ونسبة 15.6% كانت تتألف من شخص يعيش بمفرده يبلغ من العمر 65 عاماً أو أكثر. وبلغ متوسط حجم الأسرة المعيشية 2.26، أما متوسط حجم العائلات فبلغ 2.88.
بلغ العمر الوسطي للسكان 38.2 عاماً. وكانت نسبة 22.5% من القاطنين تحت سن الثامنة عشر، وكانت نسبة 9.1% بين الثامنة عشر والرابعة والعشرين عاماً، ونسبة 26.6% كانت واقعةً في الفئة العمرية ما بين الخامسة والعشرين والرابعة والأربعين عاماً، ونسبة 20.7% كانت ما بين الخامسة والأربعين والرابعة والستين، ونسبة 17.2% كانت ضمن فئة الخامسة والستين عاماً فما فوق. يوجد لكل 100 أنثى 86.8 ذكر، ويوجد لكل 100 أنثى في الثامنة عشر من عمرها فما فوق 82.7 ذكر.
بلغ متوسط دخل الأسرة في المدينة 26,364 دولارًا، أما متوسط دخل العائلة فبلغ 36,316 دولارًا. وكان متوسط دخل الذكور 27,316 دولارًا مقابل 19,706 دولارًا للإناث. وسجل دخل الفرد الخاص بالمدينة 16,436 دولارًا. وكانت نسبة 12.7% من العائلات ونسبة 20% من السكان تحت خط الفقر، وكان من هؤلاء نسبة 26.5% تحت سن الثامنة عشر ونسبة 22.5% في الخامسة والستين من العمر وما فوق.

### تعداد عام 2010
بلغ عدد سكان بيكنز 3,126 نسمة بحسب تعداد عام 2010، وبلغ عدد الأسر 1,246 أسرة وعدد العائلات 814 عائلة مقيمة في المدينة. في حين سجلت الكثافة السكانية 423.6 نسمة لكل كيلومتر مربع (1,097.1/ميل2). وبلغ عدد الوحدات السكنية 1,481 وحدة بمتوسط كثافة قدره 200.7 لكل كيلومتر مربع (519.8/ميل2).
وتوزع التركيب العرقي للمدينة بنسبة 80.45% من البيض و15.29% من الأمريكيين الأفارقة و0.19% من الأمريكيين الأصليين و0.64% من الأمريكيين ذوي الأصول الآسيوية و1.12% من الأعراق الأخرى و2.30% من عرقين مختلطين أو أكثر و3.36% من الهسبانيون أو اللاتينيون من أي عرق.
بلغ عدد الأسر 1,246 أسرة كانت نسبة 31.9% منها لديها أطفال تحت سن الثامنة عشر تعيش معهم، وبلغت نسبة الأزواج القاطنين مع بعضهم البعض 40.4% من أصل المجموع الكلي للأسر، ونسبة 20.1% من الأسر كان لديها معيلات من الإناث دون وجود شريك،  بينما كانت نسبة 4.7% من الأسر لديها معيلون من الذكور دون وجود شريكة وكانت نسبة 34.7% من غير العائلات. تألفت نسبة 31.3% من أصل جميع الأسر من عدة أفراد يعيشون في نفس المنزل ونسبة 12% كانت تتألف من شخص يعيش بمفرده يبلغ من العمر 65 عاماً أو أكثر. وبلغ متوسط حجم الأسرة المعيشية 2.33، أما متوسط حجم العائلات فبلغ 2.88.
بلغ العمر الوسطي للسكان 39.8 عاماً. وكانت نسبة 22.2% من القاطنين تحت سن الثامنة عشر، وكانت نسبة 8.6% بين الثامنة عشر والرابعة والعشرين عاماً، ونسبة 26.2% كانت واقعةً في الفئة العمرية ما بين الخامسة والعشرين والرابعة والأربعين عاماً، ونسبة 25% كانت ما بين الخامسة والأربعين والرابعة والستين، ونسبة 18% كانت ضمن فئة الخامسة والستين عاماً فما فوق. وتوزع التركيب الجنسي للسكان بنسبة 47.1% ذكور و52.9% إناث.

## أعلام
- براونينج براينت
- جورج إتش ماكي